# Széchenyi termalbad

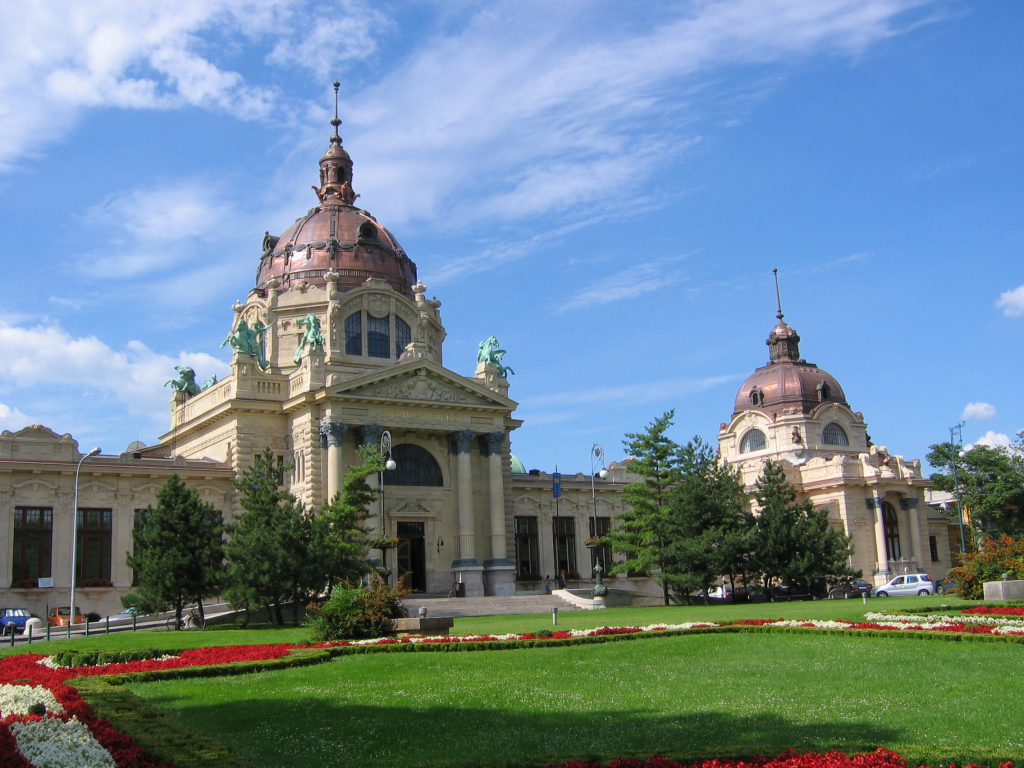
Byggnadskomplexet vid Széchenyi termalbad.

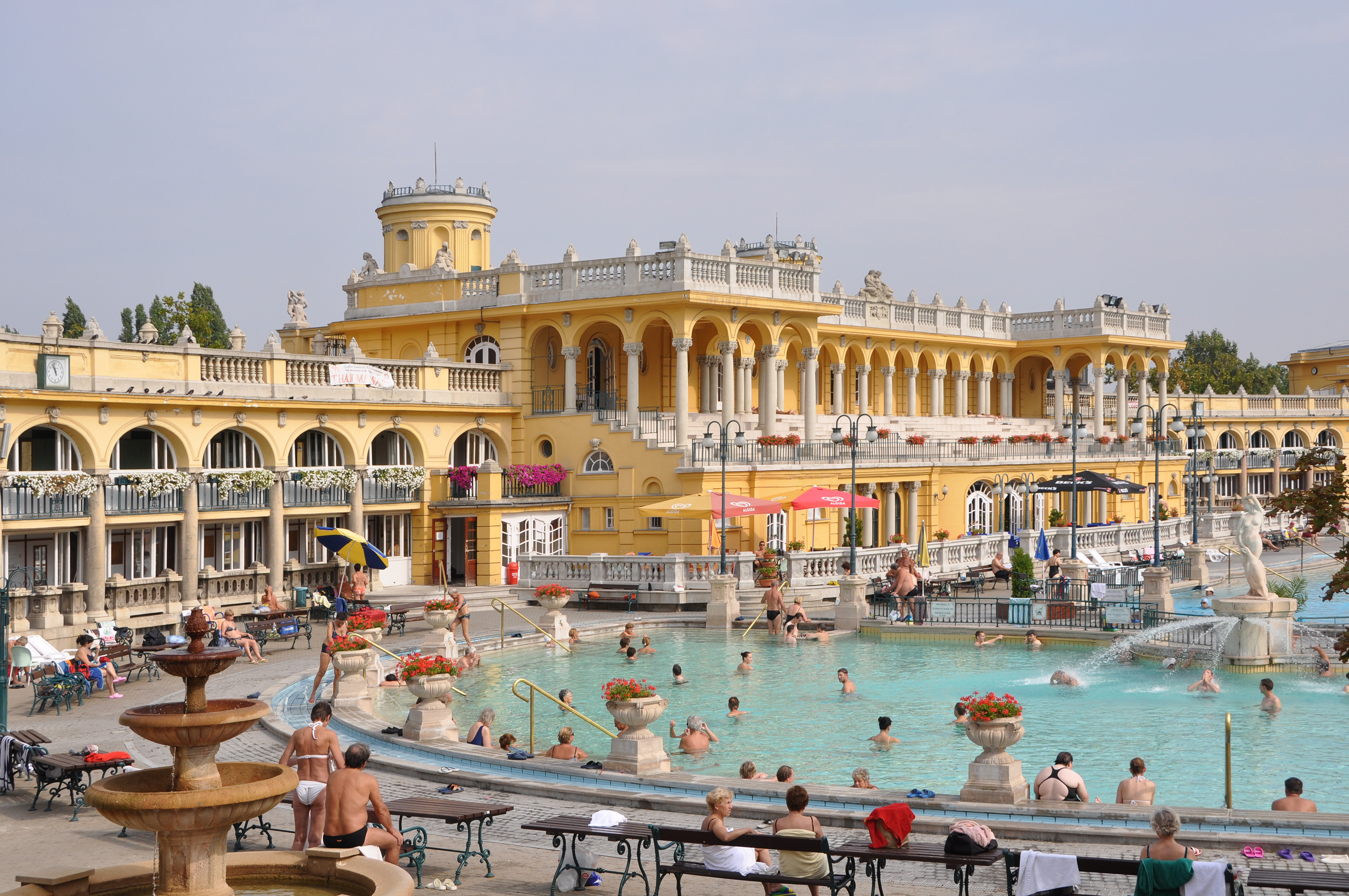
Runt innergården finns tre större bassänger.

Széchenyi termalbad (ungerska: Széchenyi gyógyfürdő) är ett termalbad i Budapest. Det är ett av de största termalbadskomplexen i Europa.

## Beskrivning

### Läge
Badet är beläget i Budapests stadspark (Városliget) i närheten av metrostation Széchenyi fürdő på linje M1.
Det består av en byggnad med tre större bassänger på en innergård och ett stort antal mindre bassänger, ångbad, bastur och bås för massage och andra behandlingar inuti byggnaden.

### Historik
Badanläggningen var den första i Pest.
Planerna till att uppföra badet påbörjades 1884 inför världsutställningen i Budapest 1886. Dock påbörjades inte arbetet förrän 1909 och invigdes 1913. Badet är byggt i nybarockstil och ritades av arkitekten Győző Czigler.
1927 expanderades anläggningen med en offentlig badanläggning för herrar och damer samt en strandsektion.